# Йоханес Вермер
Йоханес Вермѐр ван Делфт (на нидерландски: Johannes Vermeer van Delft - Йоханес Вермер от Делфт) също и Ян Вермер (на нидерландски: Ian Vermeer или Вермѐер), 1632 – 1675) е нидерландски художник, майстор на битовата живопис и жанровия портрет, в които жанрове са почти изключително творбите му (изключение правят 2 градски пейзажа - и двата с изгледи от родния му град).

## Творчество
Герои в творбите на Йоханес Вермер са различни представители на нидерландското общество от 17 век: от обикновената трудеща се млекарка или посетители на проститутка и нейната сводница до богатите търговци и знатни хора в техните просторни къщи. В картините на Вермер могат да се доловят религиозни и научни конотации. Придобива широка известност посмъртно и впоследствие е считан за един от най-великите живописци от Нидерландския златен век, редом с Рембранд ван Рейн и Франс Халс. Специфично за него е майсторството, с което предава светлината в своите картини. Прието е авторството му на около 35 на брой), при все че само три от творбите на художника са датирани – Сводницата (1656 г.), Астрономът (1668 г.) и Географът (1669 г.). Техен списък:
1. Света Пракседа (ок. 1655)  – масло, 101,6 x 82,6 см, Колекция Барбара Пиазека Джонсън, Принстън, Ню Джърси
2. Христос в дома на Марта и Мария (1654 – 1655)  – масло, 160 x 142 см, Национална шотландска галерия, Единбург
3. Диана и нейните спътници (1655 – 1656)  – масло, 98,5 x 105 см, музей Маурицхойс, Хага
4. Сводницата (1656)  – масло, 143 x 130 см, Галерия на старите майстори, Дрезден
5. Момиче, четящо писмо до отворен прозорец (ок. 1657)  – масло, 83 x 64,5 см, Галерия на старите майстори, Дрезден
6. Спяща млада жена (ок. 1657)  – Музей на изкуството „Метрополитън“
7. Малката улица (1657/58)  – Национален музей, Амстердам
8. Офицер и смеещо се момиче (ок. 1657)  – масло, 50,5 x 46 см, музей Frick Collection, Ню Йорк
9. Млекарката (ок. 1658)  – масло, 45,5 x 41 см, Райксмузеум, Амстердам
10. Дама, която пие с джентълмен (1658 – 1660)  – масло, 39,4 x 44,5 см, Берлинска картинна галерия, Берлин
11. Момичето с чашата вино (ок. 1659)  – масло, Музей на херцог Антон-Улрих (Herzog Anton-Ulrich-Museum), Брауншвайг
12. Изглед от Делфт (1659 – 1660)  – масло, 98,5 x 117,5 см, музей Маурицхойс, Хага
13. Момиче, прекъснато по време на музика (Прекъснатият концерт) (1660 – 1661)  – масло, 39,4 x 44,5 см, музей Frick Collection, Ню Йорк
14. Жена в синьо, четяща писмо (1663 – 1664)  – масло, 46,6 x 39,1 см, Национален музей, Амстердам
15. Урокът по музика или Дама на клавесин с джентълмен (1662/5)  – масло, 73,3 x 64,5 см, Кралската галерия, Лондон
16. Жена с лютня до прозореца (ок. 1663)  – масло, 51,4 x 45,7 см, Музей на изкуството „Метрополитън“
17. Жена с перлена огърлица (1662 – 1664)  – масло, 55 x 45 см, Берлинска картинна галерия, Берлин
18. Млада жена с кана вода (1660 – 1662)  – масло, 45,7 x 40,6 см, Музей на изкуството „Метрополитън“
19. Жена, държаща везна (1662 – 1663)  – масло, 42,5 x 38 см, Национална галерия по изкуство Вашингтон
20. Дама, пишеща писмо (1665 – 1666)  – масло, 45 x 40 см, Национална галерия по изкуство Вашингтон
21. Момичето с перлената обица (ок. 1665)  – масло, 46,5 x 40 см, музей Маурицхойс, Хага
22. Концертът (1665 – 1666)  – масло, 72,5 x 64,7 см, открадната през март 1990 от музея Изабела Стюарт Гарднър, Бостън[3]
23. Портрет на млада жена (1666 – 1667)  – масло, 44,5 x 40 см, музей „Метрополитан“, Ню Йорк
24. Алегория на живописта, известна и като Изкуството на живописта или Художник в студиото си (1666/67)  – Музей на историята на изкуството, Виена
25. Господарка и слугиня (1667/68)  – музей Frick Collection, Ню Йорк
26. Момиче с червена шапка (ок. 1668)  – Национална галерия по изкуство Вашингтон
27. Астрономът (1668)  – Лувър, Париж
28. Географът (1668/69)  – Художествен институт „Щедел“, (Франкфурт на Майн)
29. Плетачката на дантели (1669/70)  – Лувър, Париж
30. Любовното писмо (1669/70)  – Национален музей, Амстердам
31. Дама пише писмо в присъствието на прислужницата си (ок. 1670)  – масло, 71,1 x 58,4 cm, Национална галерия на Ирландия, Дъблин
32. Алегория на вярата (1671/74)  – Музей на изкуството „Метрополитън“
33. Китаристката (ок. 1672)  – Кенууд Хаус, Лондон
34. Млада жена, изправена до клавесин (1673/75)  – Национална галерия, Лондон
35. Млада жена на клавесин (1673/75)  Национална галерия, Лондон

## Живот
Известно е, че Вермер прекарва целия си живот в родния си град Делфт, Съединените провинции, но самият му живот не е подробно проучен поради оскъдните източници на информация - някои регистри, няколко официални документи и някои коментари от други художници. Много подробности от живота на Вермеер са разкрити от американския икономист Джон Майкъл Монтиас, който е дешифрирал съдебни протоколи и нотариални актове.
Йоханес Вермер е роден през 1632 г. (на неизвестна дата, но се знае, че е кръстен на 31 октомври 1632 г. в Реформистката църква в града) в семейството на Рейниер Вермер и неговата съпруга (от 1615 г. нататък) Дигна Балтенс, родом от Антверпен. Отначало Рейниер, който е от ниската средна класа е тъкач на коприна и търговец на картини. През 1641 г. семейство Вермер купуват голямата странноприемница „Мехелен“ близо до пазарния площад в Делфт и вероятно той й става съдържател. След смъртта на баща си през 1652 г., Йоханес Вермер наследява заведението от него, както и търговията с картини. През април следващата година той - макар и сам от протестантско семейство - се жени за католичка на име Катарина Болнес, чието семейство е значително по-заможно от неговото и която му ражда впоследствие общо 14 деца, три от които не го надживяват. Вероятно малко преди брака си и той е приел католицизма, което може би обяснява това, че децата му са кръстени на католически светци, а не на собствените му родители, а творбата му Алегория на вярата отразява католическото вярване в светото причастие (въпреки че e възможно и просто така да са му я поръчали). Известно време след сватбата двойката напуска „Мехелен“ и се мести у майката на Катарина, Мария Тинс, заможна вдовица с високи доходи. Семейство Вермер живее при нея (в къща на Oude Langendijk 25, Делфт) до края на живота на художника, на когото тя вероятно е била и спонсор и на която (или на Дева Мария) кръщават първата си дъщеря.

Пак през 1653 г. (29 декември) Йоханес Вермеер става член на гилдията на Св. Лука, търговска асоциация на художниците. Според документите на гилдията той така и не плаща входната такса (т.е. началния си членски внос), вероятно поради финансови затруднения. Все пак, с времето Вермер се издига и утвърждава като художник. Един от най-богатите граждани на Делфт, Питер ван Ройвен, става негов покровител и клиент. През 1662 г. Вермер е избран за глава на гилдията и е преизбиран през 1663, 1670 и 1671 г., което свидетелства, че той е бил доказан майстор в своите среди, а също и уважаван гражданин от средната класа. Обаче явно после пак обеднява след като през 1672 г., в резултат на започването на Нидерландската война с французите, Нидерландия е поразена от тежка икономическа криза, довела до драстичен спад на търсенето на предмети на лукса, включително - на произведенията на изкуството. Така че той е принуден да взема заеми, за да издържа голямото си семейство.
В град Делфт Йоханес Вермер е бил признат художник, но извън него - почти неизвестен, включително и защото местният му покровител е и основният купувач на неговите картини, които не са и особено многобройни, поради неговата изключителна прецизност като художник, съчетана с липсата на време, идваща от необходимостта да се справя в няколко професионални поприща и сравнително краткия му живот (към 43 години). При смъртта си през 1675 г. той оставя малко спестявания и значителни дългове. Причината за кончината на Ян Вермер е описвана, като „делириум“ (вероятно менингит или енцефалит). В писмен документ съпругата му отдава смъртта на художника на стреса от финансовите им затруднения:

Тя поисква от градския съвет да секвестира имотите, включително и картините, за да бъдат изплатени дълговете на мъжа й. Нидерландският учен Антони ван Льовенхук, който е служител в кметството, е назначен за изпълнител на завещанието на Йоханес Вермер през 1676 г. Деветнадесет от картините на Вермер са завещани на Катерина и Мария; Катерина продава няколко от тях, за да плати на кредиторите.

## Влияния
Италианският художник Караваджо (1573 – 1610), непряко чрез нидерландските му последователи се явява учител на Вермер. Последният е притежавал картина на Дирк ван Бабурен (представител на школата на караваджистите от Утрехт), която се появява в 2 от собствените му (на Вермер) произведения. За самия Ян Вермер не е сигурно къде точно е изучавал изобразително изкуство. Счита се, че е учил в Делфт и негов учител е бил Карел Фабрициус (1622 – 1654), който прекарва последните години от живота си там. Идеите на Вермер за перспектива, както и тенденцията да рисува ежедневни теми вероятно са повлияни от Фабрициус. Друг вероятен негов учител е Леонаерт Брамес/Леонард Брамер (1596 – 1674) -  друг художник от Делфт, свидетел на сватбата на Йоханес и Катарина Вермер и сватовник на младото семейство. Също така има предположения, че са негови учители или че силно са повлияли на стила му и следните художници: Абрахам Блумарт, Хендрик тер Бруген, Кристиан ван Кувенберг,  Жерар дьо Лерес. Предполага се, че при планирането на творбите си Ян Вермеер е използвал някои новаторски технически средства, като камера обскура и телескоп. За да засили усещането за дълбочина в картината, Вермеер често използва репусоар (човек или предмет видимо разположен на преден план, така че другите да изпъкват по-назад), стол или завеса, а в картините му често присъстват и прозорци, музикални инструменти, изображения на картини и хора вглъбени в някакво делнично занимание или културна дейност. Общата атмосфера е на въздържаност, умереност и благопристойност, което е характерно за Класицизма.
Йоханес Вермер не е имал ученици, но не остава без следовници, както и без подражатели. Хан ван Меегерен е нидерландски художник, който следва класическите традиции в първите десетилетия на 20. век. В желанието си да докаже на критиката, че недооценява таланта му, той решава да нарисува картина, която да представи като оригинал на Вермер. Опитът му е успешен и по-късно той рисува още картини – имитации на Вермер и други художници. Една от тях привлича вниманието на нацисткия военен Херман Гьоринг, който я разменя срещу 137 автентични стари картини. След края на Втората световна война размяната е разследвана като предателство и за да се спаси от тази присъда, Меегерен признава фалшифицирането. В съдебната зала той демонстрира своите способности, в резултат на което доказва, че не е прост гешефтар, а мошеник хитро измамил врага и спасил значително културно наследство, поради което му присъждат доста краткотрайно пребиваване в затвора, но той все пак умира там. Признанието на ван Мегерен през 1945 г. шокира света на изкуството. Вълна от самокритика залива художествените музеи, където са изложени много „стари майстори“ (т.е. те изразяват съмнения дали наистина вярно са обозначили експонатите си).
Други примери за влиянието на Йоханес Вермер и използване на примери от творчеството му са:
- Романът „Момичето с перлената обица“ и едноименният филм представят художествена драматизация на създаването на картината и на отношенията на художника с модела.
- Книгата „Момиче в зюмбюлено синьо“ (Girl in Hyacinth Blue) е измислен разказ за недействителна картина на Вермер с това име. По нея е направен телевизионен сериал през 2003 г.
- Нидерландският шоколадов ликьор Vermeer Dutch Chocolate Cream Liqueur е наречен на името на Вермер, на бутилката има релефно копие на подписа на художника, а логото представлява изображение на картината „Момичето с перлената обица“.[11]
- Салвадор Дали има картина „Призракът на Вермер ван Делфт, който може да служи за маса“, 1934 г.
- Основната тема в романа за деца „По следите на Вермер“ (2003 г.) от Блу Балиет е търсенето на изчезнала картина на Вермер.
- Нидерландският композитор Луис Андрисен създава опера „Писма до Вермер“ (1997 – 98), по либрето на режисьора Питър Грийнауей).
- „Brush with Fate“ е телевизионен филм с Глен Клоуз, който проследява съдбата на измислена картина от художника Вермер. Премиерата на филма е на 2 февруари 2003 г. по CBS.
- Заглавието на книгата и филма „Луди години“, в оригинал:Girl, Interrupted, е заето от името на картината на Вермер „Прекъснатият концерт“ – Girl Interrupted at her Music.
- В шпионския трилър на Даниъл Силва „Колекционерът“ част от действието се развива във връзка с откраднатата в Бостън картина Концертът.

## Галерия
- Картини на Вермер в хронологичен ред
- Христос в дома на Марта и Мария (1654 – 1655)
- Сводницата (1656)
- Спяща млада жена (Музей на изкуството „Метропо-литън“) (1656 – 1657)
- Офицер и смеещо се момиче (музей Frick Collection, Ню Йорк) (1657 – 1659)
- Момиче, четящо писмо до отворен прозорец (1657 – 1659)
- Малката улица (1657 – 1661)
- Млекарката (Национален музей, Амстердам) (1658)
- Чашата с вино (1658 – 1661)
- Момичето с чаша вино (1659 – 1660)
- Изглед от Делфт (музей Маурицхойс, Хага) (1660 – 1661)
- Момиче, прекъснато по време на музика (1660 – 1661)
- Урокът по музика 
(1662)
- Млада жена с кана вода (1662 – 1663)
- Плетачката на дантели (1664)
- Жена с перлена огърлица (1664)
- Жена в синьо, четяща писмо (Национален музей, Амстердам) 
(след 1664)
- Жена, държаща везна (1665) [12]
- Момичето с перлената обица 
(музей Маурицхойс, Хага) (1665)
- Концертът 
(1665 – 66)
- Момиче с флейта (1665 – 1670)
- Алегория на живописта (1666 – 1667)
- Жена със своята прислужница, държаща писмо (1667)
- Портрет на млада жена (1665 – 67)
- Астрономът 
(1668)
- Географът 
(1669)
- Китаристката (1669 – 1672)
- Любовното писмо (Национален музей, Амстердам) (1670)
- Дама пише писмо в присъствието на прислужницата си (1670)
- Млада жена, изправена до клавесин 
(1670 – 1673)
- Млада жена на клавесин (1672)